# David T. Runia
David Theunis Runia (Noordoostpolder, 14 dicembre 1951) è un grecista e latinista australiano di origine olandese.

## Biografia

### Anni giovanili e formazione
Runia è nato nel Noordoostpolder, nei Paesi Bassi. All'età di quattro anni è emigrato in Australia quando il padre Klaas Runia ha ottenuto una cattedra al Reformed Theological College di Geelong. Dopo aver frequentato la Newtown State School e il Geelong College, ha studiato Lettere classiche all'Università di Melbourne dal 1969 al 1976 e, dal 1969 al 1971, è stato residente al Queen's College di tale ateneo. Nel 1977 è tornato nei Paesi Bassi, dove nel 1983 ha conseguito il dottorato alla Libera Università di Amsterdam.

### Carriera accademica
Nel 1985 Runia ha ottenuto una borsa di post-dottorato dall'ente nazionale di ricerca olandese Z.W.O. (poi N.W.O.), che gli ha permesso di essere membro dell'Institute for Advanced Study di Princeton nel 1986-87 e di essere professore ospite presso lo Humanities Research Centre dell'Università Nazionale Australiana di Canberra nel 1987. Nel 1991 è stato nominato professore straordinario nella cattedra intitolata in onore di De Vogel presso l'Università di Utrecht, nei Paesi Bassi, incarico che ha ricoperto fino al 1999. Nel 1992, Runia è stato nominato alla cattedra di Filosofia antica e medievale dell'Università di Leida.
Nel 2002 è tornato in Australia per la nomina di maestro del Queen's College dell'Università di Melbourne, carica che ha ricoperto fino al pensionamento nel 2016. In seguito, è divenuto fellow della Scuola di Studi Storici della Facoltà di Lettere e Filosofia dell'Università di Melbourne. Nel marzo 2017 è stato nominato direttore dell'Institute for Religion and Critical Inquiry presso l'Università Cattolica Australiana. Dal 2007 è anche professore straordinario presso il Dipartimento di Studi Antichi dell'Università di Stellenbosch, in Sudafrica.
Nel 1999 Runia è stato eletto membro dell'Australian Academy of the Humanities e, nel 2004, membro corrispondente della Accademia reale olandese di scienze e lettere.
I suoi interessi di ricerca di Runia si focalizzano su due aree principali: 
- l'interazione tra la filosofia greca, in particolare, il platonismo, e il pensiero ebraico-cristiano, con particolare attenzione a Filone di Alessandria;
- il genere letterario della dossografia antica, soprattutto di Aezio che ci fornisce preziose informazioni sul pensiero dei primi filosofi greci.

## Pubblicazioni
- Philo of Alexandria and the Timaeus of Plato, 1986 (dissertation).
- Philo of Alexandria: an Annotated Bibliography 1937–86, 1988 (with R. Radice)
- Exegesis and Scripture: Studies on Philo of Alexandria, 1990
- Philo in Early Christian Literature: a Survey, 1993
- Philo and the Church Fathers: a Collection of Papers, 1995
- Aëtiana: The Method and Intellectual Context of a Doxographer, Volume I: The Sources, 1997 (with Jaap Mansfeld)
- Philo of Alexandria: an Annotated Bibliography 1987–96, 2000
- Philo of Alexandria On the Creation of the Cosmos according to Moses: Translation and Commentary, 2001
- Proclus Commentary on Plato's Timaeus. Volume II Book 2: Proclus on the Causes of the Cosmos and its Creation, 2008 (with Michael Share)
- Aëtiana: The Method and Intellectual Context of a Doxographer, Volume II: The Compendium, 2009 (with J. Mansfeld)
- Aëtiana: The Method and Intellectual Context of a Doxographer, Volume III: Studies in the Doxographical Traditions of Ancient Philosophy, 2009 (with J. Mansfeld)
- Aëtiana IV: Papers of the Melbourne Colloquium on Ancient Doxography, 2018 (edited with J. Mansfeld)

Inoltre, è curatore dei The Studia Philonica Annual, 10 volumi pubblicati tra il 1989 e il 1998; con Gregory E. Sterling, 20 volumi editi tra il 1999 e il 2018 (eccetto il volume 28, che fu un festschrift in suo onore, curato da Gregory E. Sterling con la bibliografia delle sue pubblicazioni dal 1977 al 2016).